# Ernst Reijseger

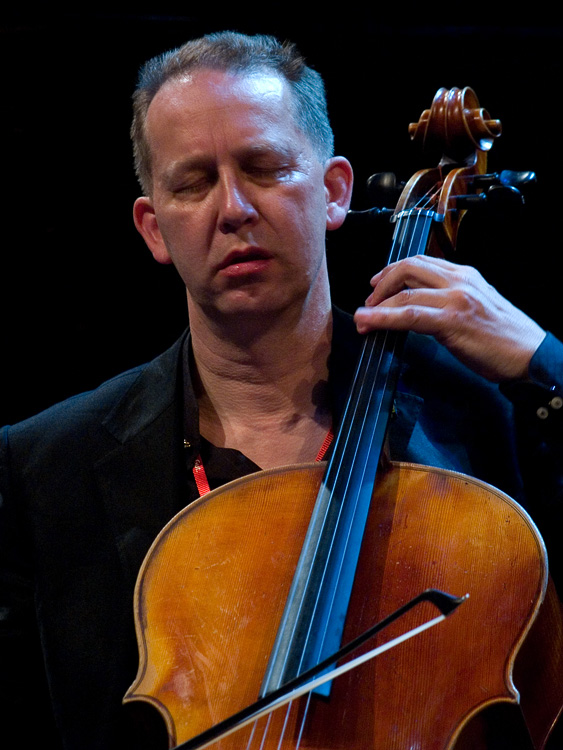
Ernst Reijseger

Ernst Reijseger (Bussum, 13 november 1954) is een Nederlands cellist. Hij is actief in de avant-gardejazz, de moderne klassieke muziek en de geïmproviseerde muziek.

## Opleiding
Reijseger begon met cellospelen toen hij acht jaar oud was. Hij had les bij Anner Bijlsma op de Fontijnschool in Bussum, destijds eerste cellist van het Concertgebouworkest. 

## Ontwikkeling en activiteiten
Reijseger begon in de vroege jaren zeventig met improviseren. Hij speelde samen met onder anderen Derek Bailey, Martin van Duynhoven, Georg Gräwe en Gerry Hemingway. Hij trad toen al in heel Europa op, met onder anderen Burton Greene, Sean Bergin en ook met dans- en theatergroepen.
In de jaren tachtig begon hij met spelen in allerlei ensembles, zoals het Amsterdam String Trio, het Theo Loevendie Consort, het Guus Janssen Septet, het Arcado String Trio en het Instant Composer's Pool-orkest. Dit laatste ensemble onder leiding van Misha Mengelberg voerde op een vernieuwende wijze de werken van onder anderen Thelonious Monk, Herbie Nichols en Duke Ellington uit en speelde ook eigen composities geïnspireerd op de jazz, de tango en de volksmuziek. Reijseger speelde ruim tien jaar in dit orkest.
Eind jaren tachtig richtte Ernst Reijseger samen met saxofonist Michael Moore en drummer Han Bennink het Clusone Trio op, genoemd naar het festival in Italië waar zij voor het eerst samen optraden. Na ruim tien jaar, waarin ze vijf albums opnamen en over de hele wereld optraden, hieven zij het trio op. Ook schrijft Reijseger muziek voor films en documentaires. Zijn composities worden uitgevoerd door vermaarde muzikanten als celliste Larissa Groeneveld en pianist Frank van de Laar. Ook geeft Reijseger af en toe workshops voor kinderen. Zo was hij bij de Amsterdamse cellobiënnale 2010 dirigent-begeleider van het Mega Kinder Cello Orkest (MKCO). Tegenwoordig treedt Reijseger vooral op met pianist Harmen Fraanje en de Senegalese vocalist Mola Sylla in het trio Reijseger, Fraanje, Sylla.

## Prijzen en onderscheidingen
In 1985 werd Reijseger de Boy Edgar Prijs toegekend. In 1995 won hij de Bird Award op het North Sea Jazz Festival. In 2010 won hij het Gouden Kalf voor beste filmmuziek.
- Biblioteca Nacional de España: XX5327718
- Bibliothèque nationale de France: cb14023155d (data)
- Gemeinsame Normdatei: 134775341
- International Standard Name Identifier: 0000 0000 8362 4724
- Library of Congress Control Number: nr92013630
- MusicBrainz: d6d3a6bd-9bc4-45dc-8f4d-0197d4ccb3c2
- Nationale Bibliotheek van Tsjechië: xx0218603
- Nationale Bibliotheek van Israël: 987007350430505171
- Système universitaire de documentation: 085648957
- Virtual International Authority File: 19879267
- WorldCat: E39PBJwtqPffqPg73rGJTbkbh3